# جوديث بيكمان
جوديث بيكمان (بالإنجليزية: Judith Beckmann)‏ هي مغنية ومغنية أوبرا أمريكية، ولدت في 10 مايو 1935 في جيمستاون في الولايات المتحدة.